# الزوجة 18 (مسلسل)
الزوجة الـ18 مسلسل تلفزيوني مصري كوميدي.

## القصة
تدور أحداثه حول شخصية حمزة الجبالى (حسن الرداد)، صاحب شركة أزياء ومصمم ملابس متميز، «مزواج» يدخل في العديد من العلاقات الغرامية وتتعدد زيجاته حتى أن معظمها لا تستمر إلا لساعات معدودة، وأحيانا ينسى أنه تزوج إحداهن، حيث يقع في حب هيدى كرم، ثم شيماء سيف، حتى تأتى الزوجة رقم 18 لتقلب حياته رأسا على عقب.

## طاقم العمل
- حسن الرداد
- هيدي كرم
- أحمد عبد المجيد
- غنوة محمود
- سلوى خطاب
- محمود البزاوي
- محمود الليثي
- شيماء سيف
- إيناس كامل

## وصلات خارجية
- صفحة مسلسل الزوجة الـ18 على موقع السينما.كوم